# Muraja poolsaar
Muraja poolsaar (poolsaar = Halbinsel) ist eine Halbinsel in der Landgemeinde Saaremaa im Kreis Saare auf der größten estnischen Insel Saaremaa. Die Halbinsel bildet die Grenze zwischen den Buchten Udriku laht und Arjulaht und Tirbilöpp, Köllupõli und Undu laht. Die Halbinsel befindet sich im Kahtla-Kübassaare hoiuala.
Auf der Halbinsel liegt das Dorf (küla) Muraja. Die Halbinsel ist fünf Kilometer lang und 1,1 Kilometer breit.